# 焦磷酸氧钨
焦磷酸氧钨是一种无机化合物，化学式为WOP2O7，它可由三氧化钨和五氧化二磷（或磷酸氢二铵）在反应釜中加热至550 °C制得，其结构中含有WO6八面体和P2O7基团。它可以被连二亚硫酸钠还原为NaxWOP2O7·nH2O，或被氯化亚锡还原为SnxHyWOP2O7·nH2O（x、y、n和反应条件相关）。它和金属钨在高温反应，可以得到五价钨的化合物WOPO4。